# Máncora (film)
Pour les articles homonymes, voir Máncora.
Pour plus de détails, voir Fiche technique et Distribution.
Máncora est un drame péruvien de Ricardo de Montreuil réalisé en 2008, et sorti en salle en 2009.

## Synopsis
Santiago, jeune homme de 21 ans de Lima, est hanté par le suicide récent et inattendu de son père. Asphyxié par la froideur hivernale et grise de Lima, Santiago décide de se réfugier à Máncora, une ville balnéaire du nord du pays où l'été semble sans fin. Juste avant son départ, Santiago reçoit la visite surprise de sa demi-sœur Ximena, photographe espagnole incroyablement séduisante, et de son mari Iñigo, un collectionneur d'objets d'art vantard de New York. Pourtant, malgré le calme initial de leur escapade, certaines limites franchies menacent sérieusement leur relation, qui risque ainsi de basculer doucement vers la trahison... et de faire de Máncora leur paradis perdu...

## Fiche technique
- Musique : Angelo Milli
- Montage : Luis Carballar
- Production : Diego Ojeda
- Société de distribution : Napoli Pictures

## Distribution
- Jason Day : Santiago Pautrat
- Elsa Pataky : Ximena Saavedra
- Enrique Murciano : Iñigo
- Liz Gallardo : La Mexicaine
- Anahí de Cárdenas : Ana Maria
- Phellipe Haagensen : Batú
- Angelita Velásquez : la secrétaire
- Lucia Ojeda : Cuchi Cuchi
- Ramsay Ross : Jean Pautrat